# Naushonia karashimai
Naushonia karashimai — вид десятиногих ракоподібних родини Laomediidae. Описаний у 2023 році.

## Поширення
Ендемік японського острова Окінава. Населяє пласти морської трави у внутрішніх рифових лагунах. Усі відомі зразки Naushonia karashimai були зібрані з нір великої креветки Neaxius acanthus (A. Milne-Edwards, 1879).

## Опис
Вид легко відрізнити від усіх 16 відомих родичів за тризубим рострумом і відносно вузьким переоподом 1 з проксимально розташованим горбком.